# Az-Zib (Syria)
Az-Zib (arab. الذئب) – wieś w Syrii, w muhafazie Aleppo, w dystrykcie Al-Bab. W 2004 roku liczyła 678 mieszkańców.